# Андре Тангі

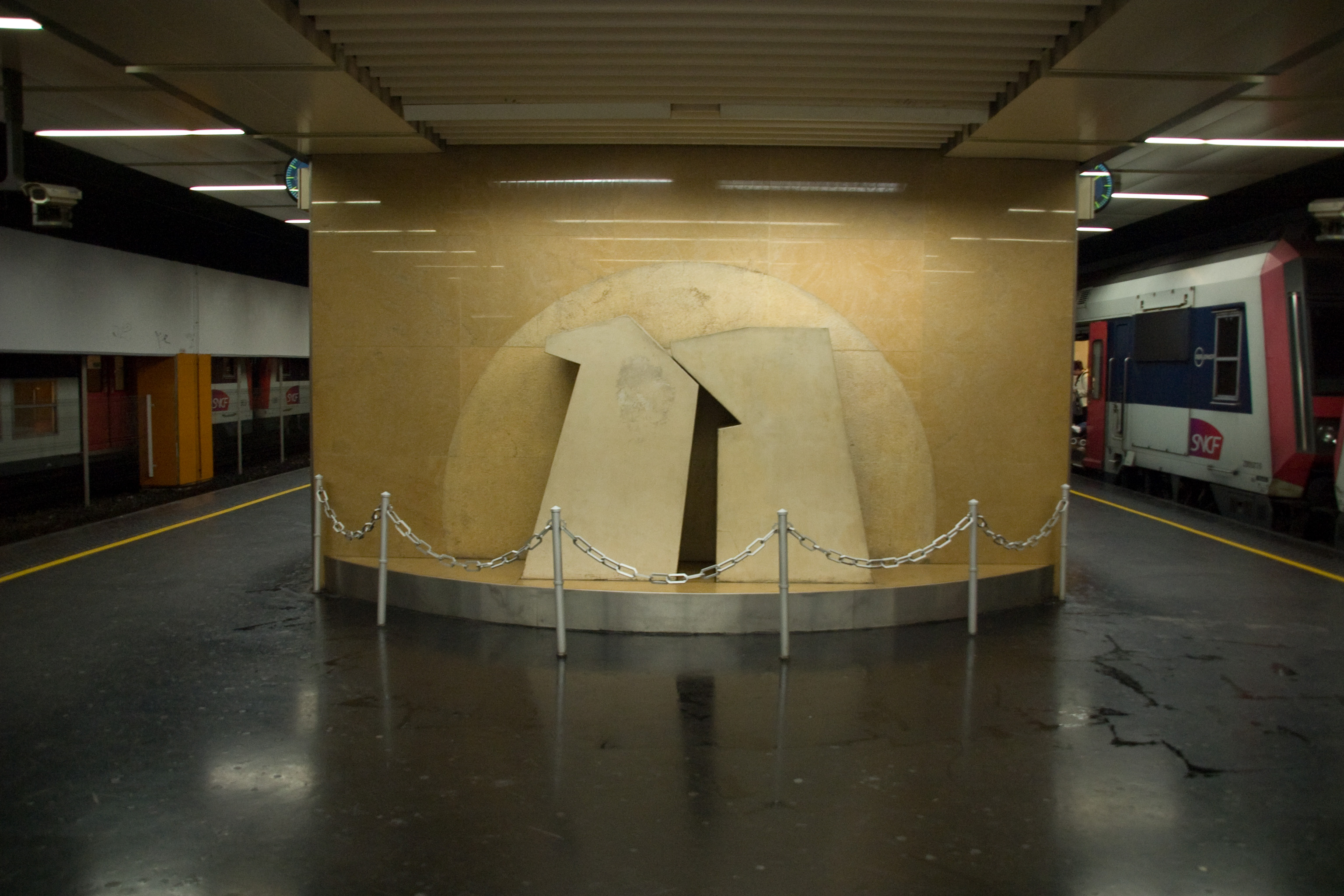
Пам'ятник, присвячений катастрофі

Андре Тангі (фр. André Tanguy, ? — 27 червня 1988 року, Париж, Франція) — французький машиніст, який ціною власного життя врятував декілька десятків пасажирів під час катастрофи на Ліонському вокзалі.

## Катастрофа
Андре Тангі був машиністом приміського електропотяга Z 5300 №15339 27 червня 1988, що о 19:10 повинен був відправитися вже кілька хвилин тому. Андре намагався зв'язатися з диспетчером, але через численний потік викликів від інших машиністів зупинених потягів (внаслідок натискання кнопки аварійного оповіщення машиністом потяга з несправними гальмами, що прямував з Мелена в Париж), йому це так і не вдалося. У свою чергу, диспетчер також не зміг попередити Тангі про небезпеку, оскільки на диспетчерську обрушився шквал дзвінків від машиністів різних потягів, бажаючих з'ясувати причину сигналу. Через це також диспетчер не міг зв'язатися з машиністами чотирьох потягів, що прибувають на вокзал, - щоб з'ясувати, в якому з них сталася несправність. Крім цього, отримавши сигнал тривоги, працівники вокзалу згідно інструкцій відключають системи приготування рейкових маршрутів, і, таким чином, маршрут для некерованого потяга на порожній шлях так і не був підготовлений. Внаслідок чого, аварійний некерований потяг і був направлений на 2у підземну колію Ліонського вокзалу, на якому стояв потяг, машиністом якого був Андре Тангі.
О 19:08 Тангі побачив електропоїзд, що з'явився з темряви тунелю і їхав прямо на нього. Тангі встиг схопити мікрофон і по внутрішньому зв'язку наказав пасажирам негайно покинути вагони. Через 15 секунд головний вагон некерованого Z 5300 на швидкості 70 км/год врізався в головний вагон потяга, що стояв, і розпоров як його, так і другий вагон. Підсумок катастрофи: 56 загиблих, 57 поранених в потязі, що стояв. В електропотязі з несправними гальмами пасажири отримали лише синці та подряпини за рахунок того, що всі пасажири, машиніст та кондуктор до моменту зіткнення перебралися в задні вагони.

## Значення вчинку Тангі
Андре Тангі міг би встигнути вискочити з кабіни, але замість цього він до останньої секунди свого життя сповіщав пасажирів свого електропотяга про необхідність негайно покинути вагони. Тим самим, по словам слідчих, які розслідували цю катастрофу, врятував життя кількох десятків людей.

## Медіа
Катастрофу було показано в другому сезоні документального серіалу Секунди до катастрофи в епізоді Залізнична катастрофа в Парижі [Архівовано 27 вересня 2016 у Wayback Machine.](рос.).